# Stenocercus qalaywasi
Stenocercus qalaywasi — вид ігуаноподібних ящірок родини Tropiduridae. Ендемік Перу. Описаний у 2022 році.

## Поширення і екологія
Stenocercus leybachi відомі з типової місцевості, розташованої в Перуанських Андах, в провінції Уанкайо в регіоні Хунін, у верхів'ях річки Мантаро, на висоті 2587 м над рівнем моря.